# Кызыл мазар
Кызы́л маза́р (узб. Qizil mozor, Қизил мозор) — мавзолей (мазар), один из крупнейших архитектурных памятников Ташкентского вилоята. Расположен в селении Бабур (бывшее Такачи) Бекабадского тумана, в 3 км к северо-западу от города Бекабад.

## Описание
Этимология названия прозрачна: узб. qizil, қизил — «красный», узб. mozor, мозор — «мавзолей», точнее «могила», «гробница», в более широком смысле «кладбище». Первоначальное название памятника неизвестно, существующее отражает его внешнюю характеристику (цвет кирпичной фактуры), хотя не совсем точно.
Памятник представляет собой однокупольное почти квадратное сооружение, сложенное из жжёного кирпича. Со всех сторон его окружает крупное действующее кладбище. В архитектурном отношении Кызыл мазар относится к мавзолею-ханака с портально-купольной композицией. Композиция Кызыл мазара представляет собой сочетание центрического кубовидного объёма, раскрытого на все четыре стороны дверными проёмами по центрам ниш единственного крестообразного зала, с небольшим объемом выступающего портала. Таким образом, в типологическом плане мавзолей относится к смешанному типу, где его квадратная форма восходит к идее центрических мавзолеев (тип в виде гранёного купольного киоска, раскрытого арочными проёмами на все стороны). С другой стороны наблюдаются черты, характерные для «фасадных» мавзолеев, с особым выделением, разработкой одной портальной стороны без существенных изменений в планировке центричности здания. В начале 70-х гг. XX в. пилоны портала ещё сохранялись до уровня пят свода. В настоящее время все двери заложены и функционально не используются, кроме двери на южном фасаде.
Необычным решением является размещение винтовых лестниц по углам основного объема здания. Причём входы в них были устроены по-разному. Два — с внешней стороны, с заднего северного фасада, и два других — из интерьера, соответственно из западной и южной ниш зала. Купол, перекрывающий зал, одинарный, сфероконический. Переход к нему от квадрата зала осуществлялся ложносферическими парусами, выложенными кольцевой кладкой. Основание купола, сложенного кольцевой кладкой, составляет не строгий круг, а заоваленный квадрат. Выходные площадки лестниц на крышу перекрывались некогда сводами «балхи». Над дверьми устроены стрельчатые окна. Фасад здания не рассчитан на декоративную облицовку, расчёт сделан на кирпичную фактуру кладки. Фасад пилонов пештака на главном фасаде был декорирован членением по вертикальной оси неглубокими нишками, в нижнем ярусе в прямоугольник нишки вписана арка, в двух верхних ярусах — квадратные нишки. Остальные стороны декорированы членением в виде плоских арочных ниш по сторонам от дверного проёма и четырехпролётной аркатурой в верхней части стен.
Размеры мавзолея по внешнему контуру — 13,1 х 11, 3 м. Длина здания от пилонов портала — 13, 1 м, но основной объём в плане 11,3 × 11,3 м. Стены здания имеют высоту 7,1-7,2 м. Сторона подкупольного квадрата — 5,9 м. Высота с куполом — 10,5 м. Ширина портала — 8,5 м. Пролёт его свода — 5,4 м.
Кызыл мазар сложен из квадратного жжёного кирпича, размером 25 х 25 х 5-5,5 см. Кладка стен производилась на лёссовом растворе. Характерно то, что норма кладки (10 рядов + 10 швов) составляет 71 см, что укладывается в норму типичную для позднесредневековых памятников. Такая норма характерна для архитектурных сооружений XIV—XVIII вв. если при этом учитывать размеры и толщину жжёных кирпичей, то хронологические рамки можно сузить до XIV—XVI вв. [См. сводную таблицу в приложении] [прояснить]. Однако отражением некоторой периферийности стала небрежность в кладке и некоторые неточности в разбивке плана. Арка и купол сложены на ганчевом растворе. По мнению Л. Ю. Маньковской памятник можно отнести к XVI—XVII вв, так как для более позднего времени для Ташкентского региона характерно строительство очень мелких мавзолеев, с другим стандартом плиточного кирпича, но самое главное с другими формами объемов.
Но вместе с тем с мавзолеем Кызыл мазар ещё много неясного, например, ещё до сих пор точно не установлено, для кого был сооружён этот мавзолей. Любопытно, что народная традиция связывает его строительство с именем Бабура (то есть первая половина XVI века), который возвёл его по одной версии для памяти своей умершей индийской царевны, с другой — в честь своего друга и военачальника, погибшего здесь в битве с индийским войском.
Памятник имеет короткую историю изучения. Впервые Кызыл мазар отмечен К. А. Абдуллаевым в 1969 г при составлении карты Ташкентской области. Видимо, именно по информации К. А. Абдуллаева в следующем 1970 г. Кызыл мазар посетили и обследовали Л. Ю. Маньковская и А. Р. Мухамеджанов, которые провели его обмеры, сняли план и разрезы. К сожалению, фундаменты здания и его округа археологически не изучены. Хотя при осмотре кладбища в выбросе грунта присутствуют фрагменты неполивной и глазурованной керамики XV—XVIII вв.

## Сакральный образ
Кубический объём или приближающийся к форме куба, перекрытый круглым в плане купольным сводом, обычно называемым гумбаз имеет весьма древний сакральный смысл. Первоначально в пространстве были определены четыре точки и, соответственно, «четыре горизонта». Точками были место восхода и захода Солнца, соответственно Восток и Запад; на Север указывала единственная «неподвижная» Полярная звезда ночью и днём — самая короткая полуденная тень; Югом была точка с противоположной стороны. Соединение четырёх точек на плане составляло сакральную фигуру — квадрат, стороны которого являлись сторонами Мира. Таким образом кубический объем храма являл собою модель Мира. Купол-гумбаз имел другой сакральный смысл: мир живущих — плоскость, земная твердь, которую покрывает купол звёздного неба ночью. В определённые сезоны года торговые караваны двигались торговыми путями лишь по ночам; ночью выпасались стада домашних животных; ночью производились астрономические наблюдения звёздного неба. Небесный купол представлялся полусферой, которая опирается на плоскость земной тверди. В буддизме земля, на которой обитает человек, представляет из себя куб. Отсюда и архитектурное решение храма: кубический или близкий к нему объём как модель Мира, накрытый полусферическим «небесным» куполом.